# كاميرون وايت (لاعب إسكواش)
كاميرون وايت (بالإنجليزية: Cameron White)‏ هو لاعب إسكواش أسترالي، ولد في 30 أبريل 1977 في ملبورن في أستراليا.

## وصلات خارجية
- كاميرون وايت على موقع SquashInfo.com (الإنجليزية)